# Cryptus indicus
Cryptus indicus är en stekelart som först beskrevs av Jonathan 2000.  Cryptus indicus ingår i släktet Cryptus och familjen brokparasitsteklar. Inga underarter finns listade i Catalogue of Life.